# Turbonilla corsoensis
Turbonilla corsoensis är en snäckart som beskrevs av Bartsch 1917. Turbonilla corsoensis ingår i släktet Turbonilla och familjen Pyramidellidae. Inga underarter finns listade i Catalogue of Life.